# ريكاردو إليزوندو إليزوندو
ريكاردو إليزوندو إليزوندو (بالإسبانية: Ricardo Elizondo Elizondo)‏ هو كاتب مكسيكي، ولد في 26 يناير 1950 في مونتيري في المكسيك، وتوفي في 24 أغسطس 2013 في ولاية نويفو ليون في المكسيك.